# Caorle

Caorle est une commune italienne de la ville métropolitaine de Venise dans la région Vénétie en Italie. Elle est surnommée « La Perle de l'Adriatique » ou encore « La Petite Venise », en raison de ses maisons colorées de style vénitien.

## Géographie
Caorle est située sur l'Adriatique nord, entre Venise et Trieste, à l'entrée de la Lagune de Caorle. Elle est exposée sud-ouest entre les fleuves Nicesolo et Livenza. Trois localités situées au-delà de ce dernier cours d'eau, Porto Santa Margherita, Altanea et Duna Verde, complètent l'urbanisme de la cité.
Le littoral complet de Caorle occupe une quinzaine de kilomètres et est constitué principalement de deux plages touristiques dites Levante et Ponente.

## Climat
Caorle bénéficie d'un climat méditerranéen. Les températures moyennes se situent de mai à août de 25° à 38 °C.

## Histoire
À l'origine, Caprulae était un village de pêcheurs, puis port romain d'approvisionnement de la colonie Julia Concordia située à une vingtaine de kilomètres. Caorle accueillit, au Ve siècle, les populations romaines fuyant les avancées barbares. En effet, le site n'était accessible, depuis la terre ferme, que par des canaux au travers des milliers d'hectares de la lagune.
Les casoni, maisons de pêcheurs, reconstruites en cannes marécageuses jusqu'à nos jours, fleurirent alors au bord de la lagune. Elles constituent un témoignage de l'architecture de ce temps. Le centre historique, de style vénitien, se développe autour de la cathédrale romane dédiée à San Stefano, érigée au XIe siècle. Son campanile cylindrique, caractéristique de la ville, d'une hauteur de 40 mètres, penche aujourd'hui.

### Caorle et la Sérénissime
Au cours des siècles successifs, le sort de Caorle fut lié à celui de la république de Venise ; le territoire citadin faisait partie du dogado, c’est-à-dire le territoire métropolitain de la Sérénissime et l’un des 9 départements gouvernés par un podestat et un des 10 régiments du dogado.
Aux XIIIe et XIVe siècles, à cause des fréquentes invasions du territoire de la part de Trieste et des pirates, de nombreuses familles furent contraintes de se réfugier à Venise.
En 1379, les Génois, dans leur tentative de conquête des territoires vénitiens, dévastèrent entièrement la cité de Caorle. 

### La domination étrangère
Au XVIIe siècle, Caorle avait un débouché unique sur le réseau fluvial par les communes de Concordia et Portogruaro, privilège anéanti par l’arrivée de Napoléon.
Au XIXe siècle, comme toute la Vénétie, Caorle passa sous l'empire d'Autriche et perdit toute son importance, essentiellement basée sur la pêche. Il faudra attendre les années 1970 pour revoir l’essor de celle-ci, grâce au développement du tourisme.

## Lieux et monuments
- La lagune.
- Les casoni.
- Le centre historique.
- L'église de la Madonna dell'Angelo.
- Le campanile cylindrique.
- La cathédrale San Stefano.
- Le port.

Particularité : le port de pêche se trouve en centre-ville ! Il n'ouvre pas directement sur l'Adriatique mais est relié à la mer par l'embouchure du fleuve Livenza via le canal intérieur dell' Orologio.
- Les rochers sculptés du bord de mer Petronia.
- La plage di Levante.
- La plage di Ponente.
- Porto Santa Margherita.
- Darsena dell'Orologio.
- Altanea.
- Duna Verde.

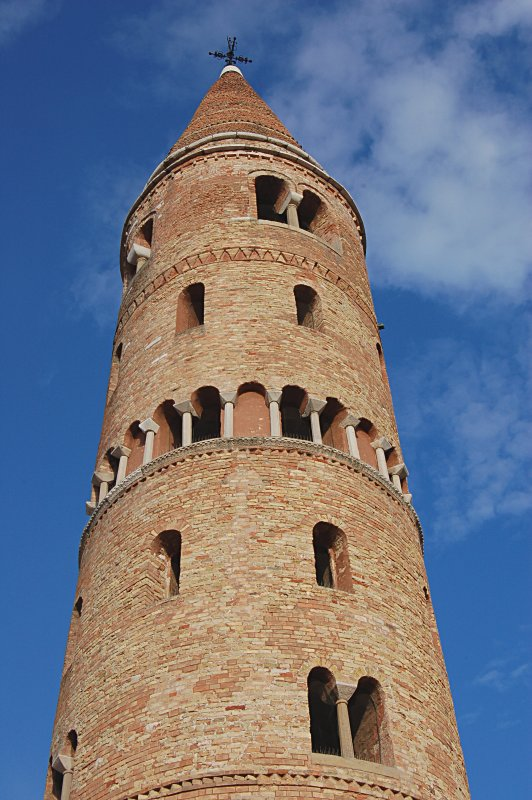
Le campanile del Duomo de Caorle
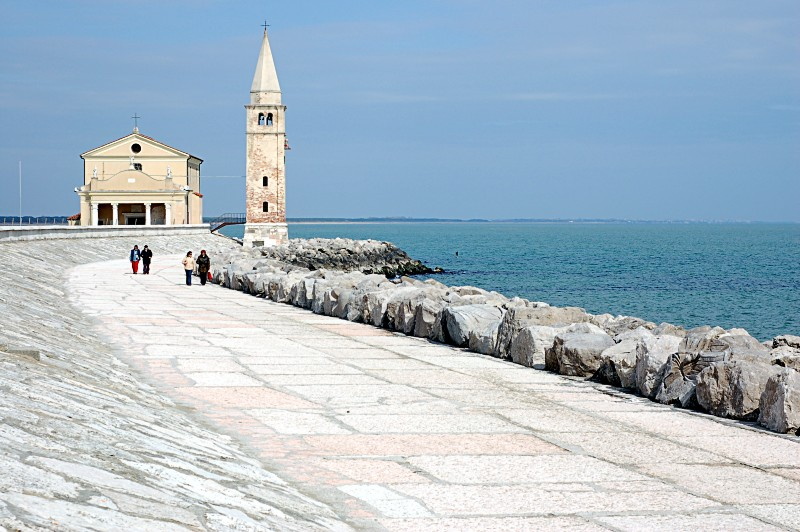
Le sanctuaire de la Madonna dell'Angelo
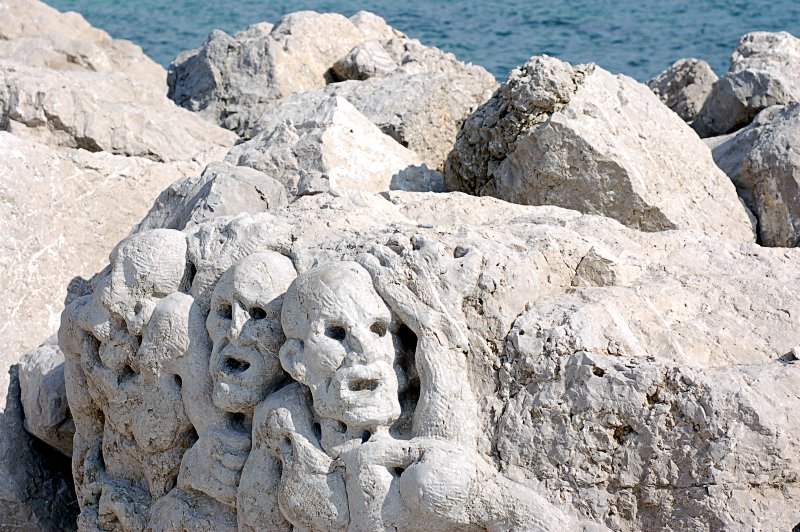
Détail d’une sculpture sur un rocher
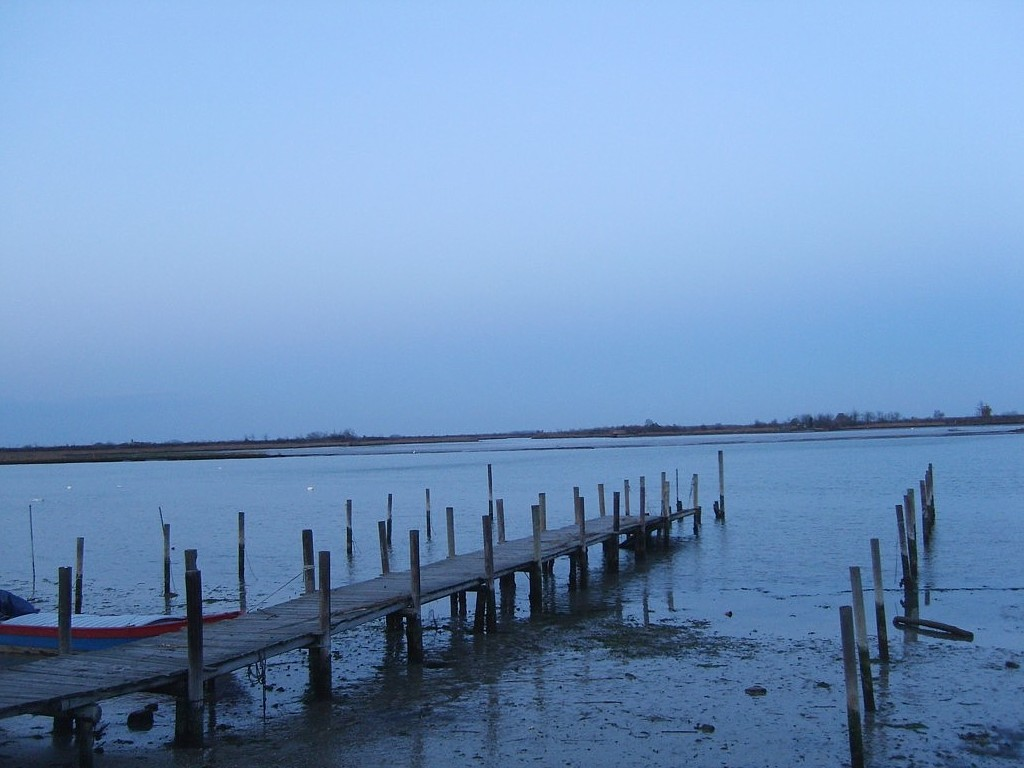
La lagune de Caorle à l’embouchure du Lemene

## Économie
Caorle possède plus de 100 bateaux de pêche, ce qui en fait une des flottes les plus importantes du nord de l'Adriatique. À ce nombre est venu se greffer celui des milliers de bateaux du port de plaisance de la ville réparti sur deux marinas : Porto Santa Margherita et la Darsena dell'orologio.
Station balnéaire, la population décuple, atteignant les 110 000 résidents pendant la période estivale. Caorle comporte près de 200 hôtels, un très grand nombre de restaurants et de magasins. La majeure partie de l'économie de la ville est alors tournée vers le tourisme.

## Culture

### Ernest Hemingway
L'écrivain Ernest Hemingway fut hébergé à Caorle par son ami le baron Raimundo Nanuk Franchetti lors de l'hiver 1948. C'est là qu'il commença l'écriture de son roman publié deux années plus tard Au-delà du fleuve et sous les arbres. "Ils venaient d'une petite ville de la côte, appelée Caorle" (chapitre IV). "... l'appel des oiseaux migrateurs qui arrivent après un long voyage de l'est (...) au-dessus de la lagune de Caorle est resté dans son ancien état d'esprit et le goût de la vie".

### Hugo Pratt
Le scénariste et dessinateur Hugo Pratt situe le lieu du rendez-vous de l'aventure de son héros Corto Maltese intitulée "Sous le drapeau de l'argent" paru dans le Pif-Gadget no 143 de novembre 1971, à Caorle. "Voilà le village de Caorle où nous devons tous nous réunir" (vignette 2). "Contre-attaquez... Cette fois-ci, ils ne passeront pas... Feu d'artillerie sur tout le secteur de Caorle... Les Autrichiens ne prendront jamais Venise !" (Planche 19).

## Administration
| Période                                  | Période  | Identité        | Étiquette     | Qualité |
| ---------------------------------------- | -------- | --------------- | ------------- | ------- |
| 07/05/2012                               | En cours | Luciano Striuli | Liste civique |         |
| Les données manquantes sont à compléter. |          |                 |               |         |

### Hameaux
Porto Santa Margherita, Duna Verde, Ca' Corniani, Ca' Cottoni, San Giorgio di Livenza, San Gaetano, Brian, Brussa, Castello di Brussa, Ottava Presa, Marango, Villaviera

### Communes limitrophes
Concordia Sagittaria, Eraclea, Portogruaro, San Michele al Tagliamento, Santo Stino di Livenza, Torre di Mosto, La Salute di Livenza

## Population

### Évolution de la population en janvier de chaque année
| 1871  | 1901  | 1921  | 1951   | 1961   | 1971   | 1981   | 1991   | 2001   |
| ----- | ----- | ----- | ------ | ------ | ------ | ------ | ------ | ------ |
| 2 371 | 3 218 | 5 320 | 13 263 | 11 432 | 10 962 | 11 498 | 11 136 | 11 342 |

| 2011   | - | - | - | - | - | - | - | - |
| ------ | - | - | - | - | - | - | - | - |
| 11 807 | - | - | - | - | - | - | - | - |

### Ethnies et minorités étrangères
Selon les données de l’Institut national de statistique (ISTAT) au 1er janvier 2011 la population étrangère résidente (déclarée) était de 1030 personnes.
Les nationalités majoritairement représentatives étaient :
| Pos. | Pays               | Population |
| ---- | ------------------ | ---------- |
| 1    | Roumanie           | 216        |
| 2    | Albanie            | 192        |
| 3    | Macédoine          | 82         |
| 4    | Autriche           | 54         |
| 5    | Allemagne          | 52         |
| 6    | Moldavie           | 47         |
| 7    | Ukraine            | 45         |
| 8    | Bosnie-Herzégovine | 43         |
| 9    | Pologne            | 36         |
| 10   | Chine              | 35         |